# Джабарин, Али
Али Джабарин (ивр. עלי ג'בארין‎, род. 25.11.1993, Израиль) — израильский и европейский игрок в го, обладатель профессионального 2 дана от Европейской федерации го.
Джабарин родился в Израиле в 1993 году. Он заинтересовался игрой го, посмотрев аниме-сериал Хикару и го. В 2006 году он начал играть в го в интернете, а в 2009 стал победителем молодёжного чемпионата Европы.
После окончания школы он отправился изучать го в Корею, позже учился в Китае.
В 2014 году Джабарин и словак Павол Лисий стали первыми обладателями профессионального дана от Европейской федерации го по итогам квалификационного турнира. Джабарин с 5 победами и одним поражением занял второе место.
В 2015 и 2016 годах он занимал второе место на чемпионате Европы, в 2018 году завоевал бронзу.
На 2020 год Джабарин входит в комитет Израильской ассоциации го.
Джабарин живёт в Яффе и учится в университете по специальности «компьютерные науки».